# 오제키역
오제키역(일본어: 大堰駅)은 일본 후쿠오카현 미이군 다치아라이정에 위치한 서일본 철도 아마기 선의 역이다. 다치아라이 정 사무소의 근처역이다.

## 역사
- 1921년 12월 8일: 미쓰이 전기궤도의 역으로 영업 개시.
- 1924년 6월 30일: 회사의 합병으로 본 회사의 역이 됨.
- 1942년
  - 9월 19일: 규슈 전기궤도에 합병되어 본 회사의 역이 됨.
  - 9월 22일: 규슈 전기궤도가 서일본 철도로 회사명 변경.
- 1975년: 역사 개축.
- 2008년 5월 18일: IC카드 nimoca 공용 개시.
- 2014년 3월 22일: 무인화.
- 2017년 2월 1일: 역 번호 도입.

## 역 구조
단선 승강장 1면 1선의 지상역으로 무인역이다.

### 승강장
| 1 | ■ 아마기 선 | 혼고・아마기 방면                 |
| 1 | ■ 아마기 선 | 미야노진・하나바타케・오무타 방면 |

## 역 주변
- 다치아라이 정사무소
- 다치아라이 정립 도서관
- 조우토쿠지
- 이마무라 성당

## 인접역
| 서일본 철도 ■ 아마기 선    | 서일본 철도 ■ 아마기 선 | 서일본 철도 ■ 아마기 선 |
| -------------------------- | ----------------------- | ----------------------- |
| A06 가네시마 미야노진 방면 |                         | 혼고 A04 아마기 방면    |